# لينكين بارك
لينكين بارك (بالإنجليزية: Linkin Park)‏ هي فرقة روك من أغورا هيلز، كاليفورنيا، الولايات المتحدة الأمريكية، تأسست عام 1996. وصلت الفرقة إلى العالمية من خلال ألبومهم الأول هايبرد ثيوري الذي صدر عام 2000، والذي تم تصنيفه كـ «ألبوم ماسي» من خلال رابطة صناعة التسجيلات الأمريكية عام 2005، حيث بيع أكثر من عشرة ملايين نسخة في الولايات المتحدة، كما صُنف كـ «ألبوم بلاتيني» في العديد من البلدان الأخرى. استمر نجاحهم مع صدور ألبومهم الثاني ميتيورا الذي تصَدَّر قائمة بيلبورد 200 عام 2003، حيث تبعه جولة موسيقية مطولة والعديد من الأعمال الخيرية حول العالم.
بعد أن نجحت الفرقة في تحويل موسيقى النيو ميتال والراب ميتال إلى موسيقى ملائمة لإذاعات الراديو ومتعددة الطبقات في الآن ذاته عبر الألبومين هايبرد ثيوري وميتيورا، بدأت الفرقة باستكشاف أنواع موسيقية أخرى خلال ألبومهم التالي مينتس تو ميدنايت الذي صدر عام 2007. والذي تصدر لائحة بيلبورد 200. استمرت الفرقة في التنويع الموسيقي عبر ألبومهم الرابع أثاوزند سنز الذي صدر عام 2010، من خلال إدخال عنصر الموسيقى الإلكترونية إلى موسيقاهم المعتادة. أما ألبومهم الخامس ليفينغ ثينغز الذي صدر عام 2012، فيحتوي على جميع العناصر الموسيقية من ألبوماتهم السابقة. أما في ألبومهم السادس ذا هنتينغ بارتي الذي صدر عام 2014، عاد الفرقة إلى صوت الروك الأثقل.
في عام 2003، صَنفت قناة MTV2 الفرقة كسادس أعظم فرقة في حقبة الموسيقى المصورة، وثالث أفضل فرقة في الألفية الجديدة. وصنفت مجلة بيلبورد فرقة لينكين بارك في المركز التاسع عشر من بين أفضل الفنانين في قائمتها لعقد 2000. في عام 2012، صُوِّت للفرقة كـ«أفضل فنان» في عقد 2000 في استفتاء لـ«براكيت مادنيس» على قناة VH1. في عام 2014 أُعلن بأن الفرقة هي أكبر فرقة روك في العالم حاليًا بواسطة مجلة Kerrang! المختصة بموسيقى الروك. بلغت مبيعات الفرقة قد أكثر من 70 مليون ألبوم في جميع أنحاء العالم، وحصلت على جائزتي غرامي.

## تاريخ الفرقة

### السنوات المبكرة (1996-2000)
أسس فرقة لينكين بارك ثلاثة زملاء في مدرسة ثانوية هم مايك شينودا وروب بوردون وبراد ديلسون، حيث كانوا في مدرسة أغورا الثانوية في أغورا هيلز في كاليفورنيا، إحدى ضواحي لوس أنجلوس. بعد التخرج من المدرسة الثانوية أخذ الثلاثة اهتمامهم بالموسيقى بجدية أكبر، وأحضروا جو هان، وديف «فينكس» فاريل، ومارك ويكيفيلد للمشاركة في الفرقة التي سموها آنذاك: زيرو (بالإنجليزية: Xero)‏. على الرغم من قلة الإمكانات المادية بدأت الفرقة بتسجيل وإنتاج الأغاني في الاستوديو الموجود في غرفة مايك شينودا سنة 1996، فأنتجوا شريطًا يحتوي أربع أغانٍ بعنوان زيرو (Xero). لكن التوتر في الفرقة ازداد بعد فشلهم في الحصول على أي عقد. إضافة إلى ذلك فإن قلة النجاح وعدم إحراز أي تقدم دفع بمارك ويكفيلد، المغني الرئيسي للفرقة في ذلك الوقت، إلى ترك الفرقة باحثًا عن مشاريع أخرى. وغادر ديف فاريل أيضا للذهاب في جولات موسيقية مع فرقة تيستي سناكس (Tasty Snakes)، وهي فرقة تعتمد نوعين من الموسيقى: كريستيان بانك، وسكا.
بعد فترة طويلة من البحث عن بديل لويكيفيلد انضم تشستر بنينغتون إلى الفرقة في شهر مارس عام 1999، حيث أوصى به جيف بلو (Jeff Blue) (نائب رئيس شركة زومبا للتسجيلات آنذاك). كان بنينغتون في فرقة «جراي ديز (Grey Daze)» التي كانت تتبع نمط البوست-غرنج قبل أن تطلب فرقة لينكين بارك منه الانضمام نظرًا لأسلوبه الحيوي في الغناء. وبعد ذلك وافقت الفرقة على تغيير اسمها من «زيرو» إلى «هايبرد ثيوري» (Hybrid Theory). أدى الأسلوب الجديد الذي ولد من توافق بنينغتون وشينودا في الغناء إلى استعادة الفرقة لنشاطها، وحثها على العمل على مواد جديدة. وفي عام 1999 أنتجت الفرقة أسطوانة مطولة بنفس اسم الفرقة، واستطاعت نشرها على الإنترنت في غرف الدردشة والمنتديات بمساعدة من فريق شارع. ثم غيرت الفرقة اسمها مرة أخرى مع بلوغها أوج صحوتها، من «هايبرد ثيوري» إلى «لينكين بارك» (Linkin Park)، وهو اسم معدل عن «حديقة لينكون (Lincoln Park)»، الموجودة في سانتا مونيكا في كاليفورنيا. أرادت الفرقة استخدام الاسم «لينكون بارك»، لكنها غيرته إلى «لينكين بارك» من أجل عمل مجال لهم على الإنترنت باسم «لينكين بارك دوت كوم (linkinpark.com)». على الرغم من هذه التغييرات عانت الفرقة للحصول على عقد، وذلك بعد تلقيهم الرفض لمرات عديدة من شركات التسجيلات الكبيرة لتوقيع عقد معهم، فلجأت الفرقة إلى جيف بلو لطلب مساعدة إضافية منه، وذلك بعد فشلهم في التوقيع مع شركة «وارنر برذرز» للتسجيلات ثلاث مرات سابقة، حيث أصبح جيف بلو نائب رئيس تسجيلات «وارنر برذرز»، فساعدهم على توقيع عقد مع الشركة عام 1999. وفي العام التالي أصدرت الفرقة ألبومهم الأول هايبرد ثيوري.

### هايبرد ثيوري" و"ريأنيميشن" (2000-2002)

شعار لينكين بارك منذ إصدار ألبوم "هايبرد ثيوري" حتى إصدار ألبوم "مينتس تو ميدنايت"

أصدرت فرقة لينكين بارك الألبوم هايبرد ثيوري في الرابع والعشرين من أكتوبر 2000. حقق الألبوم نجاحًا تجاريًا ضخمًا، حيث بيع منه 4.8 ملايين نسخة في السنة الأولى من إصداره، وحاز مرتبة أفضل ألبوم من حيث المبيعات لعام 2001، في حين كانت الأغنيتان «One Step Closer» و«Crawling» من أهم الأغاني المذاعة على إذاعات الروك البديل في ذلك العام. إضافة إلى ذلك فقد اختيرت أغانٍ أخرى من الألبوم في أفلام مثل دراكولا 2000، وليتل نيكي، وفالنتاين. فازت الفرقة بجائزة غرامي لـ «أفضل أداء هارد روك» عن أغنية "Crawling"، كما رُشحت لجائزتي غرامي عن فئتي «أفضل فنان جديد»، و«أفضل ألبوم روك». كما منحت قناة MTV الفرقة جائزة «أفضل ألبوم روك» و«أفضل إخراج» لفيديو أغنية «In the End». كما أن الألبوم ضمن قائمة الجمعية التسجيلية الصناعية الأمريكية ل«أفضل 100 ألبوم». دفع الفوز بجائزة غرامي بالإضافة إلى نجاح الألبوم بالفرقة نحو الشهرة العالمية.
خلال هذا الوقت، كانت الفرقة قد دُعيت إلى العديد من الجولات والحفلات الموسيقية رفيعة المستوى مثل مهرجان "Ozzfest"، و"Family Values Tour"، و"KROQ Almost Acoustic Christmas". عملت الفرقة مع جيسيكا سكلار لتأسيس فريق المشجعين وفريق الشارع، وهو "لينكين بارك أندرغراوند (Linkin Park Underground)" في نوفمبر 2001. كونت الفرقة جولة بعنوان "Projekt Revolution"، وكان معهم في المهرجان فنانون مشهورون، مثل "سايبريس هيل (Cypress Hill)، و"أديما (Adema)"، وسنوب دوغ. وعلى مدى سنة، كانت الفرقة قد شاركت في أكثر من 320 حفلة موسيقية. سجلت تجارب الفرقة وعروضها تلك الفترة في أول قرص دي في دي لهم، وهو "Frat Party at the Pankake Festival"، حيث كان عرضه الأول في نوفمبر 2001. أما الألبوم "ريأنيميشن (Reanimation)" فكان صدر في الثلاثين من يوليو عام 2002، وظهر فيه كل من بلاك ثوت، وجوناثان ديفيس، وآرون لويس وغيرهم كثيرون. حاز الألبوم على المركز الثاني في قائمة "بيلبورد 200"، وباعت الفرقة منه ما يقارب 270 ألف نسخة في الأسبوع الأول من إصداره.

### ميتيورا" (2002-2004)
بعد النجاح الذي حققته فرقة لينكين بارك في الألبومين هايبرد ثيوري وريأنيميشن، أمضت قدرًا كبيرًا من الوقت في القيام بجولات في أنحاء الولايات المتحدة، بدأ أعضاء الفرقة العمل على مواد جديدة ضمن جدول أعمالهم الممتلئ، ممضين جزءًا بسيطًا من وقتهم في استوديو الحافلة المتنقل الخاص بهم. وأعلنت الفرقة رسميًا عن إنتاج ألبوم استوديو جديد في ديسمبر 2002، في الوقت الذي كشفوا فيه أن عملهم الجديد متأثر بالمناطق الصخرية في موقع ميتيورا في اليونان، والأديرة المبنية فوق قمم الصخور. استعانت الفرقة بدون غلمور ليعمل معهم كمنتج مرةً أخرى. يظهر الألبوم خليطًا من النيو ميتال المستخدم سابقًا، والراب كور مع تأثيرات أكثر حداثة، مثل الـ «شاكوهاشي» (وهو مزمار ياباني مصنوع من الخيزران)، وغيرها الكثير من الأدوات الموسيقية الأخرى. كان العرض الأول للألبوم في الخامس والعشرين من شهر مارس عام 2003، ولاقى على الفور تقديرًا على مستوى العالم، حيث حاز على المركز الأول في كل من الولايات المتحدة والمملكة المتحدة، والمركز الثاني في أستراليا.
باعت الألبوم أكثر من 800 ألف نسخة خلال الأسبوع الأول من إصداره، وحازت مرتبة أفضل ألبوم من حيث المبيعات في قائمة بيلبورد في ذلك الوقت. حازت أغاني الألبوم، مثل «Somewhere I Belong»، و"Breaking the Habit"، و"Faint"، و«Numb»، على اهتمام كبير من قبل الإذاعات. بحلول أكتوبر 2003، كانت الفرقة قد باعت ما يقارب ثلاثة ملايين نسخة من الألبوم. دفع نجاح الألبوم بالفرقة إلى إنتاج نسخة أخرى من "Projekt Revolution"، متضمنة فرق وفنانين مختلفين مثل «مدفين (Mudvayne)»، و«بليندسايد (Blindside)»، و«إكزيبيت (Xzibit)». إضافة إلى ذلك، دعت فرقة ميتاليكا فرقة لينكين بارك إلى جولة «سامر سانيتاريوم تور 2003»، التي شارك فيها فنانون مشهورون، مثل ليمب بيزكت ومدفين وديفتونز. وأصدرت الفرقة قرص دي في دي بعنوان: «Live in Texas»، والذي يتضمن بعض التسجيلات والفيديوهات مما أدته الفرقة في تكساس خلال جولتهم هناك. في بداية عام 2004، بدأت الفرق جولة عالمية تحت مسمى "Meteora World Tour"، وكان من بين الفرق التي ساندتها «هوباستانك (Hoobastank)»، و«بي أو دي (P.O.D)»، و«ستوري أوف ذا يير (Story of the Year)»، و«بيا (Pia)».
حصدت الفرقة من خلال الألبوم العديد من الجوائز والأوسمة، حيث حازت جائزة MTV في فئة «أفضل فيديو روك» عن أغنية "Somewhere I Belong"، وجائزة «اختيار المُشاهد» عن أغنية "Breaking the Habit". وكان الاهتمام بلينكين بارك كبيرًا في عام 2004 حيث فازوا بجائزة "Radio Music Awards" في فئتي «فنان العام» و«أغنية العام» عن أغنية "Numb". رغم أن نجاح الألبوم ميتيورا لم يكن قريبًا من نجاح هايبرد ثيوري، كان ميتيورا ثالث أفضل ألبوم من حيث المبيعات في الولايات المتحدة خلال عام 2003. قضت الفرقة الأشهر القليلة الأولى في القيام بجولات حول العالم، كان أولها جولة «بروجيكت ريفوليوشن» للمرة الثالثة، وبعد ذلك حفلات موسيقية في بلدان أوروبية مختلفة. وفي ذات الوقت، كانت علاقة الفرقة مع تسجيلات وورنر بروز في تدهور مفاجئ بسبب مشاكل مختلفة متعلقة بالثقة والمال. وبعد أشهر من الخلافات أقنعت الشركة الفرقة بالبقاء فيها.

### مشاريع جانبية (2004-2006)
بعد النجاح الذي حققه الألبوم "ميتيورا"، عملت الفرقة على مشاريع جانبية كثيرة. حيث ظهر تشستر بنينغتون في ألبوم دي جي ليثال State of the Art، وقدم ألبومًا آخر مع فرقة Dead by Sunrise، في حين قام مايك شينودا بعمل مع فرقة "Depeche Mode. وفي عام 2004، تعاونت الفرقة مع مغني الراب جي-زي لإنتاج ألبوم ريمكس آخر وهو Collision Course. تضمن الألبوم مزجًا بين كلمات الأغاني السابقة في ألبومات كل من لينكين بارك وجي-زي، وصدر الالبوم في نوفمبر 2004. كما أسس شينودا مشروعًا جانبيًا آخر بعنوان Fort Minor، وبمساعدة جي-زي أصدر المشروع ألبومه الأول "The Rising Tied"، الذي أشاد به النقاد.
شاركت الفرقة كذلك في العديد من الأعمال الخيرية، كان أكثرها شهرة تقديم المال لمساعدة ضحايا إعصار شارلي عام 2004 وإعصار كاترينا عام 2005. كما تبرعت بـ 75,000 دولار لمؤسسة يتامى مقاتلي العمليات الخاصة في مارس 2004. كما ساعدت جهود إغاثة ضحايا تسونامي المحيط الهندي عام 2004 من خلال إقامة حفلات موسيقية، إضافة إلى تأسيس مورد مالي تحت مسمى Music for Relief. وفازت الفرقة لاحقًا مع جي-زي بجائزة غرامي عن «أفضل تعاون راب غنائي» لعام 2006، عن أغنية "Numb/Encore".

### مينتس تو ميدنايت" (2006-2008)

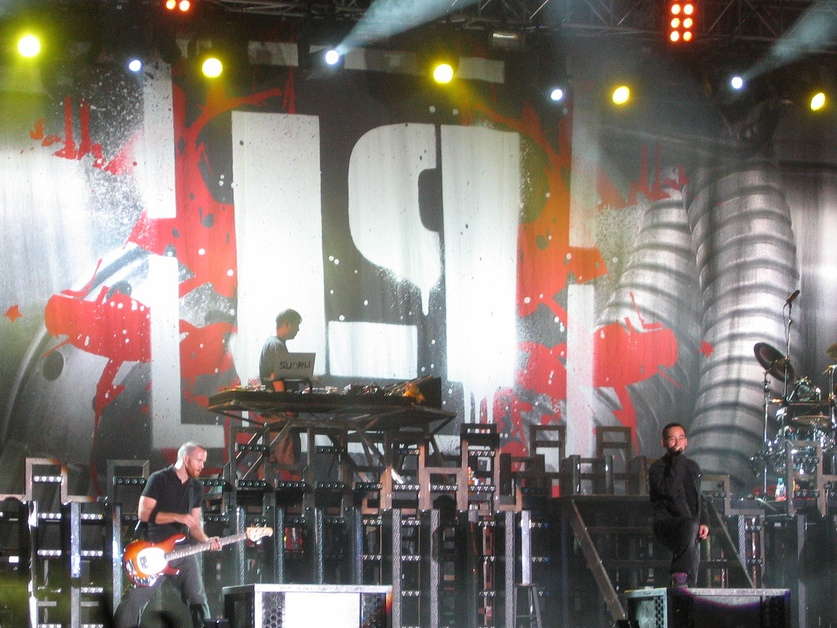
لينكين بارك أثناء تقديمها عرضًا في "نوفا روك فيستفال" في 7 يونيو 2007

عادت فرقة لينكين بارك إلى ستديوهات التسجيل للعمل على مادة جديدة، واختارت ريك روبن لإنتاج ألبومهم الجديد. على الرغم من أن الألبوم في البداية كان من المفروض أن يكون عرضه الأول في وقت ما من عام 2006، أُجِّل إلى عام 2007. قبل ذلك، كانت الفرقة قد سجلت ما بين ثلاثين وخمسين أغنية في أغسطس 2006، وذلك عندما أعلن شينودا أن الألبوم قد اكتمل نصفه. وأضاف بنينغتون أن الألبوم الجديد سينحرف بعيدًا عن صوت النيو ميتال. وأعلنت شركة وورنر بروز رسميًا أن الألبوم الثالث للفرقة بعنوان «مينتس تو ميدنايت» سيصدر في 15 مايو من عام 2007 في الولايات المتحدة. بعد أربعة عشر شهرًا من العمل على الألبوم، قرر أعضاء الفرقة حذف خمس أغانٍ من الأغاني السبع عشرة الأصلية من الألبوم. عنوان الألبوم، المنسوب إلى ساعة القيامة، أعطى انطباعًا عن أساليب الفرقة الجديدة في كتابة الأغاني. باعت الفرقة من الألبوم 625,000 نسخة في أسبوعه الأول، ما جعل ذلك الأسبوع أحد أنجح الأسابيع الأولى في السنوات الحالية. كما حاز الألبوم المرتبة الأولى في قائمة «بيلبورد».
أول أغاني الأسبوع، وهي أغنية «وات آيف دن» (What I've Done) أصدرت في الثاني من أبريل 2007، وعرضت لأول مرة على قناة إم تي في وكذلك على قناة فيوز خلال نفس الأسبوع. استخدمت كذلك الأغنية في فيلم الأكشن «المتحولون (Transformers)» المُصدر عام 2007، واختير مايك شينودا للمشاركة في أغنية «سكند تو نن (Second to None)» لفرقة «ستايلز أوف بيوند (Styles of Beyond)»، وقد تضمن الفيلم هذه الأغنية أيضًا. حازت الفرقة لاحقًا في ذات العام على جائزة «أفضل فناني الألتيرناتيف» في جائزة الموسيقى الأمريكية. وشهدت الفرقة نجاحًا مع بقية أغاني الألبوم: «بليد إت آوت (Bleed It Out)»، و«شادو أوف ذا دي (Shadow of the Day)»، و«غيفن أب (Given Up)»، و«ليف آوت أول ذا ريست (Leave Out All the Rest)»، وهذه الأغاني أُصدرت في الفترة بين عام 2007 وبداية 2008. كما أن الفرقة تعاونت مع بستا رايمز في أغنيته «وي ميد إت (We Made It)»، التي أُصدرت في التاسع والعشرين من شهر أبريل عام 2008.
وبدأت الفرقة بجولة عالمية كبيرة بعنوان «مينتس تو ميدنايت وورلد تور (Minutes to Midnight World Tour)». كما عززت إصدار الألبوم من خلال إقامة نسخة رابعة من «بروجيكت ريفوليوشن» في الولايات المتحدة، وقد انضم إليها العديد من الفنانين، منهم «ماي كيميكال رومينس»، و«تيكنغ باك سنداي»، و«هيم»، و«بلاسيبو» وغيرهم الكثير. وقدموا كذلك العديد من العروض في أوروبا، وآسيا، وأستراليا، واشتملت تلك العروض على عرض في حفلة «لايف إيرث كونسيرت (Live Earth Concert)» المقامة في طوكيو في السابع من يوليو 2007. وكانت الفرقة الحاضر الرئيسي في مهرجان «داونلود فيستفال (Download Festival)» في دونينغتون بارك في إنجلترا، وإيدجفست في داونسفيو بارك في مدينة تورنتو الكندية. أنهت الفرقة تجولها في النسخة الرابعة من «بروجيكت ريفوليوشن» قبل أخذهم لجولة باسم «أرينا (Arena)» في أنحاء مختلفة من المملكة المتحدة، فزارت الفرقة نوتنغهام، وشفيلد، ومانشستر، قبل أن ينهوا جولتهم بليلتين في «ذا أو 2 أرينا (The O2 Arena)» في لندن. وأعلن تشستر بنينغتون أن الفرقة تخطط لإصدار ألبوم متابعةً للألبوم «مينتس تو ميدنايت». لكن الفرقة قالت أنها تنوي أولًا بدء جولة في الولايات المتحدة لحصد إلهام للألبوم.
بدأت الفرقة بنسخة أخرى من جولة «بروجيكت ريفوليوشن» عام 2008، وكانت هذه المرةَ الأولى التي تكون فيها جولة «بروجيكت ريفوليوشن» مقامة في أوروبا بثلاثة عروض في ألمانيا وعرض واحد في المملكة المتحدة. كما أقيمت جولة أخرى بنفس الاسم في الولايات المتحدة انضم إليها كريس كورنيل (Chris Cornell)، و"ذا برافيري (The Bravery)، و"آشيز ديفايد (Ashes Divide)"، و"ستريت درم كوربس (Street Drum Crops)" وغيرهم الكثيرون. أنهت فرقة لينكين بارك الجولة بعرض أخير في تكساس. أعلن مايك شينودا عن سي دي/دي في دي بعنوان "رود تو ريفوليوشن: لايف آت ميلتون كينيس"، وهو عبارة عن تسجيل فيديو مباشر من العروض التي خُطط لها في «بروجيكت ريفوليوشن» في "ميلتون كينيس باول" في التاسع والعشرين من يونيو 2008، وقد أٌصدر رسميًا في الرابع والعشرين من نوفمبر 2008.

### أثاوزند سنز" (2008-2011)

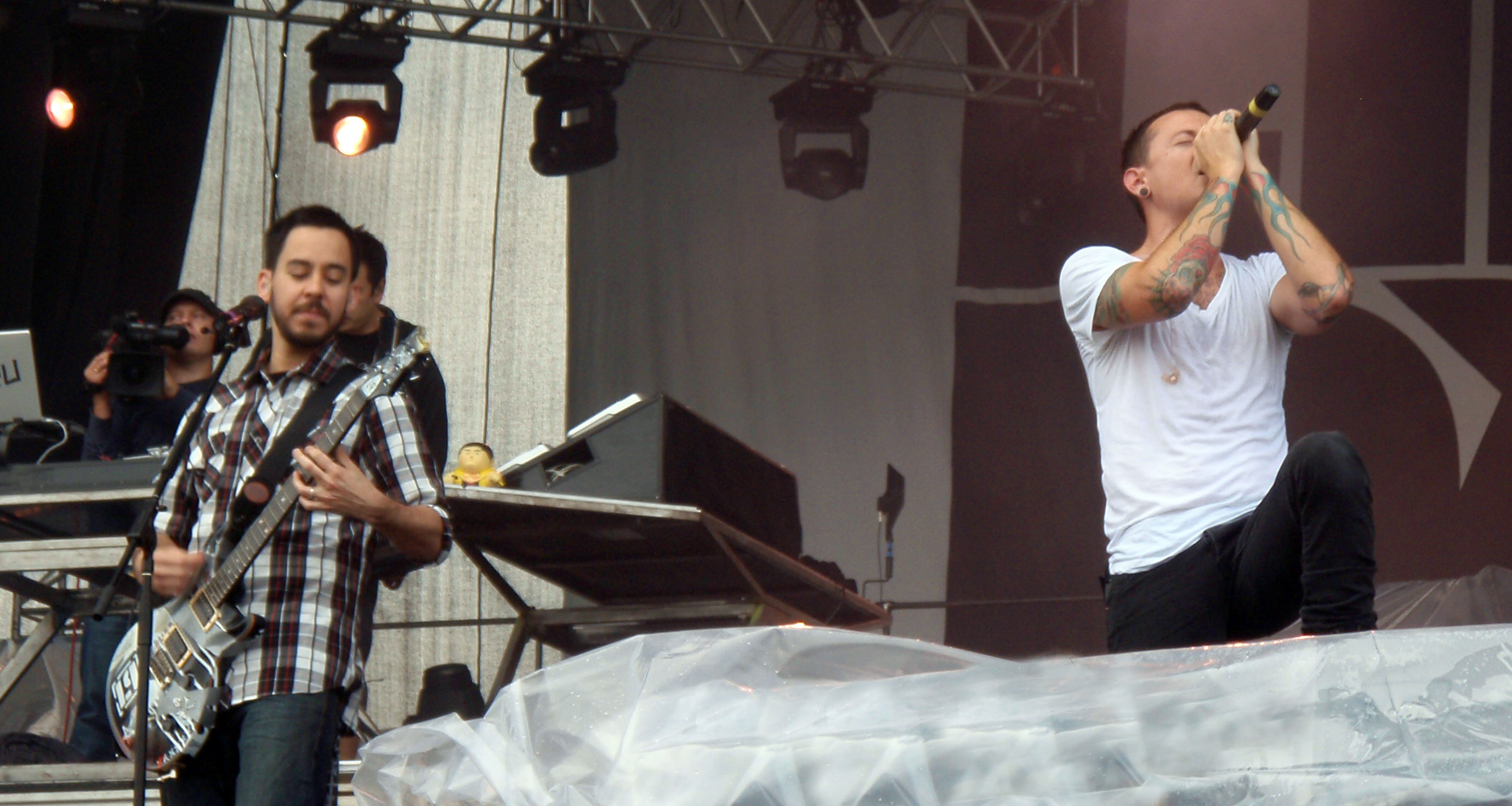
فرقة لينكين بارك تؤدي عرضًا في "سونيفير فيستفال" في فنلندا

في شهر مايو عام 2009، أعلنت الفرقة عن عملها على ألبوم ستوديو رابع، وكان مخططًا ليصدَر عام 2010. قال مايك شينودا لموقع "آي جي إن" أن الألبوم الجديد سيكون "متجاوزًا النمط، في حين سيكون مبنيًا على عناصر ألبوم "مينتس تو ميدنايت". وذكر أيضًا أن الألبوم سيكون فيه موسيقى إكسبيريمنتال أكثر و"المأمول أن يكون الأكثر نجاحًا." كما وجَّه تشستر بنينغتون وسائل الإعلام إلى تأكيد أن ريك روبن سيعود لينتج الألبوم الجديد، وكشفت الفرقة أن الألبوم سيكون باسم «أثاوزند سنز».
في السادس والعشرين من أبريل، أصدرت الفرقة برنامجًا قابل للتشغيل على الآيفون، والآيبود، والآيباد. وذلك البرنامج كان لعبةً باسم "8-بت ريبيليون! (8-Bit Rebellion!)" تضمنت اللعبة أعضاء الفرقة كشخصيات قابلة للّعب بها، وأغنية جديدة باسم «بلاكبيردز (Blackbirds)» التي يمكن فك القفل عنها من خلال الفوز باللعبة. كما أُصدرت الأغنية لاحقًا كمقطع إضافي من «آيتيونز (iTunes)» في الألبوم «أثاوزند سنز».
أُصدر الألبوم «أثاوزند سنز» في الرابع عشر من سبتمبر، وكانت أولى الأغاني المنفردة هي «ذا كاتاليست (The Catalyst)» التي أُصدرت في الثاني من أغسطس. إضافة إلى ذلك قامت الفرقة بجولة موسيقية، بدأت في لوس أنجليس في السابع من سبتمبر. كما اعتمدت الفرقة على موقع الإنترنت «ماي سبيس (Myspace)» لدعم ألبومها، في حين أصدرت أغنيتين إضافيتين، هما «ويتينغ فور ذا إند (Waiting for the End)» و«بلاك آوت (Blackout)» في الثامن من سبتمبر. إضافة إلى ذلك، نُشر ألبوم مبني على «أثاوزند سنز»، يتحدث عن إنتاج الفرقة بعنوان «ميتينغ أوف أثاوزند سنز (Meeting of A Thousand Suns)»، وكان مسموحًا بنشره على صفحة الفرقة في موقع «ماي سبيس». في الحادي والثلاثين من أغسطس 2010، أُعلن أن الفرقة ستؤدي الأغنية المنفردة «ذا كاتاليست» للمرة الأولى في حفل جوائز إم تي في للفيديوهات الموسيقية في الثاني عشر من سبتمبر 2010. أما المسرح الذي عرضت عليه الأغنية للمرة الأولى فكان معرض «غريفيث»، وهو موقع مشهور مستخدم في صناعة أفلام هوليوود. أصدرت الأغنية المنفردة «ويتينغ فور ذا إند» وكانت ثاني الأغاني المنفردة في الألبوم.
وصلت فرقة لينكين بارك إلى المرتبة رقم 8 ضمن قائمة مجلة «بيلبورد» لـ«الخمسين الاجتماعيين (Social 50)»، وهي قائمة بالفنانين الأكثر نشاطًا في مواقع التواصل الاجتماعي الرئيسية في العالم. وفي قائمة أخرى من القوائم التي تصدرها «بيلبورد» نهايةَ كل عام، وصلت الفرقة إلى المرتبة رقم 92 في قائمة «أفضل الفنانين (Top Artists)»، في حين وصل الألبوم «أثاوزند سنز» إلى المرتبة رقم 53 في قائمة «أفضل الألبومات (Top 200 Albums)» التي أصدرتها بيلبورد نهاية العام 2010 وكذلك المرتبة رقم 7 في قائمة «ألبومات الروك لنهاية عام 2010 (2010 Year-End Rock Albums)»، ووصلت أغنية «ذا كاتاليست» إلى المرتبة رقم 40 قائمة «أغاني الروك لنهاية العام (Year-End Rock Songs)». رُشحت الفرقة لِستِّ جوائز «بيلبورد» عام 2011 وهي جائزة «أفضل ثنائي أو فريق (Top Duo or Group)»، وجائزة «أفضل ألبوم روك (Best Rock Album)» وكان الألبوم المرشح لها هو «أثاوزند سنز»، وجائزة «أفضل فنان روك (Top Rock Artist)»، و«أفضل فنان ألتيرناتيف (Top Alternative Artist)»، و«أفضل أغنية ألتيرناتيف (Top Alternative Song)» وكانت الأغنية المرشحة لها هي «ويتينغ فور ذا إند»، و«أفضل ألبوم ألتيرناتيف (Top Alternative Album)» وكان الألبوم المرشح لها هو «أثاوزند سنز»، لكن الفرقة لم تفز بأي من الجوائز.
أُدرجت الفرقة في العديد من قوائم «بيلبورد» لنهاية عام 2011، وهذا الجدول يبينها:
| القائمة                                     | المرتبة |
| ------------------------------------------- | ------- |
| "أفضل الفنانين (Top Artists)"               | 39      |
| "المئتا فنان (200 Artists)"                 | 84      |
| "الخمسون الاجتماعيون (Social 50)"           | 11      |
| "أفضل فناني الروك (Top Rock Artists)"       | 6       |
| "فناني أغاني الروك (Rock Songs Artists)"    | 9       |
| "ألبومات الروك (Rock Albums)"               | 16      |
| "ألبومات الهارد روك (Hard Rock Albums)"     | 4       |
| "أغاني الموسيقى البديلة (Alternative Songs) | 7       |

### ليفينغ ثينغز" و"ريتشارجد" (2011-2013)

شعار فرقة لينكين بارك المستخدم منذ إصدار الألبوم "مينتس تو ميدنايت"

في يوليو 2011، أخبر تشستر بنينغتون مجلة «رولينغ ستون» بنِيَّة فرقة لينكين بارك إصدار ألبوم جديد كل 18 شهرًا، وأنه سيكون مصدومًا إذا لم ينشر ألبوم جديد عام 2012. وكشف في مقابلة أخرى في سبتمبر 2011 أن الفرقة كانت لا تزال في المراحل الأولى من إنتاج الألبوم القادم، وذلك بقوله: «نحن في جزء من البداية فقط. نود أن نحافظ على جريان العصائر الجذابة، لذلك نحاول أن نحافظ على حصول ذلك طوال الوقت... نحب الاتجاه الذي نحن منطلقون فيه.» وفي الثامن والعشرين من شهر مارس 2012، أعلن مايك شينودا أن الفرقة تعمل على إنتاج فيديو موسيقي لأغنية «بيرن إت داون (Burn It Down)». تحدث شينودا لموقع «كو.كريت (Co.Create)» عن الألبوم قائلًا أن الألبوم «سيفاجئهم [الجمهور]... الإنسان العادي لن يستطيع النظر فيه ثم الذهاب، أتفهم أن الألبوم جديد كليًا، ليس فقط في الشكل بل الطريقة التي صنعوا فيها الشكل جديدة تمامًا. إذن فالأمر يتجه ليكون كذلك.»
وبعد ذلك أعلن مايك شينودا أن «ليفينغ ثينغز (Living Things)» سيكون عنوان الألبوم، وأنهم اختاروا هذا العنوان لأن الألبوم يتحدث أكثر عن الناس والمواضيع الشخصية، وهو أكثر شخصية بكثير من ألبومهم السابق. قامت الفرقة إضافة إلى إصدار الألبوم، بإقامة نسخة من جولة «هوندا سيفيك تور (Honda Civic Tour)»، مع مشاركة من فرقة «إنكوبس (Incubus)». استعرضت الفرقة أغنية «بيرن إت داون» في مناسبة جوائز «بيلبورد» للموسيقى 2012. في الرابع والعشرين من مايو، أصدرت الفرقة الفيديو الموسيقي لأغنية «بيرن إت داون» وأصدرت للمرة الأولى «لايز غريد مايزري (Lies Greed Misery)»، وهي أغنية أخرى من «ليفينغ ثينغز» في راديو «بي بي سي 1». وعرضت الأغنية الثانية عشر والأخيرة «باورليس (Powerless)» في شارة النهاية لفيلم «أبراهام لينكون: فامباير هنتر (Abraham Lincoln: Vampire Hunter)».
باعت الفرقة من الألبوم أكثر من 220 ألف نسخة خلال أسبوعه الأول، محتلًا المرتبة رقم 1 في قوائم الألبومات على مستوى الولايات المتحدة. ورُشِّحت أغنية «كاسل أوف غلاس (Castle of Glass)» لجائزة «أفضل أغنية في لعبة» في مناسبة جوائز «سبايك» لألعاب الفيديو. كما قدمت الفرقة عرضًا في حفل الجائزة في السابع من ديسمبر، لكنها خسرت الجائزة وفازت بها أغنية «سيتيز (Cities)» للمغني بيك. وقدمت الفرقة أيضًا عرضًا في المهرجان الموسيقي «ساوند ويف (Soundwave)»، الذي اشتركوا فيه مع فرقة «ميتاليكا (Metallica)»، و«بارامور (Paramore)»، و«سلاير (Slayer)»، و«سم 41 (Sum 41)».

### ذا هنتينغ بارتي" (2013-2015)

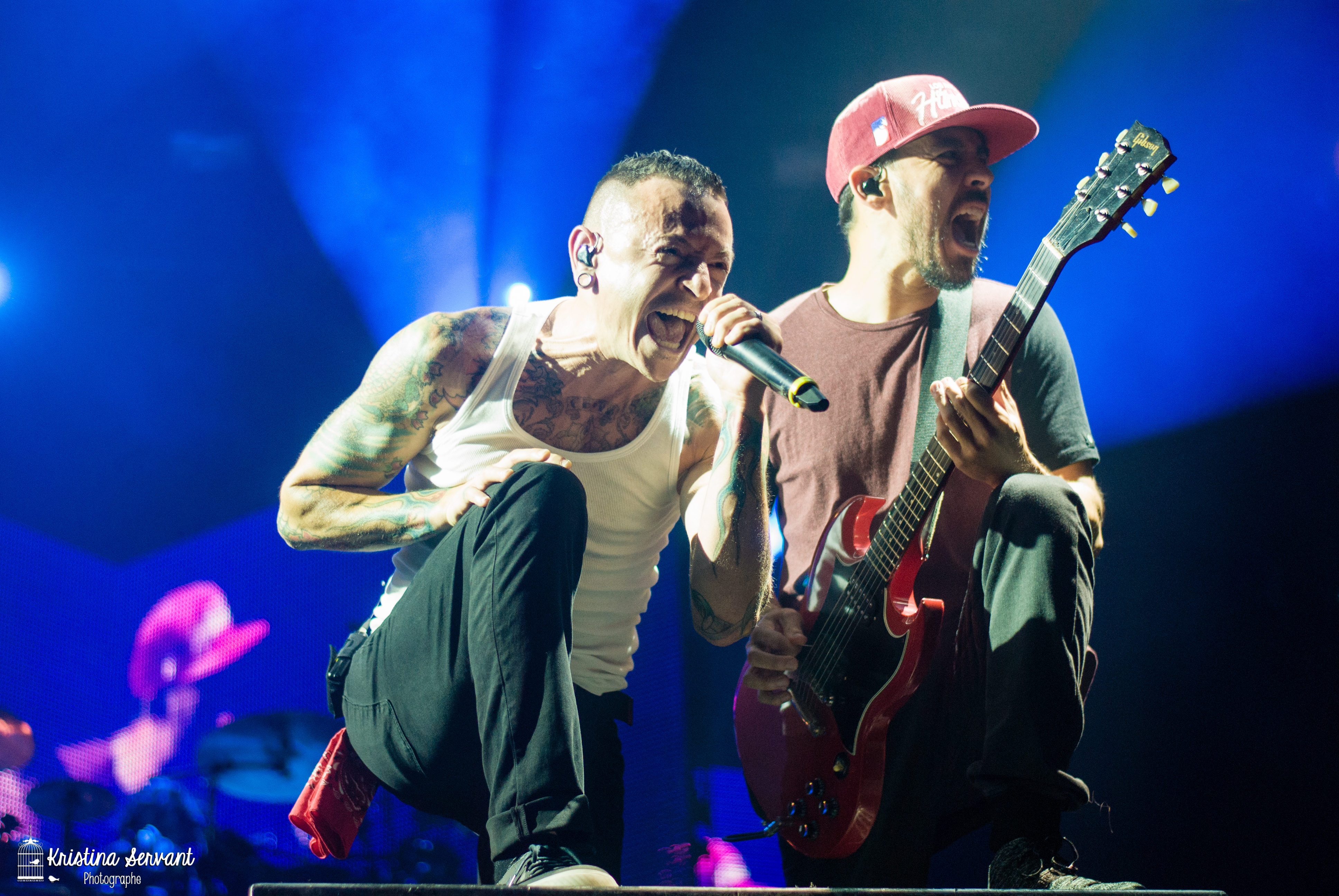
تشستر بنينغتون ومايك شينودا يؤديان عرضًا على الهواء في مونتريال في الثالث والعشرين من أغسطس 2014

أصدرت الفرقة الأغنية الأولى من ألبومهم بعنوان «غيلتي أول ذا سيم (Guilty All the Same)» في السادس من مارس 2014 من خلال خدمة «شازام (Shazam)». أُصدرت الأغنية في اليوم التالي بواسطة تسجيلات وارنر برذرز، وظهرت الأغنية في المرتبة رقم 28 في قوائم «بيلبورد» للعرض المباشر على مستوى الولايات المتحدة (US Billboard Rock Airplay)، قبل أن تحتل المرتبة الأولى في قوائم «الروك الشهير (Mainstream Rock)» في الأسابيع التالية. بعد إصدار الأغنية بفترة قصيرة، أعلنت الفرقة أن عنوان ألبومها السادس سيكون «ذا هنتينغ بارتي (The Hunting Party)». الألبوم من إنتاج مايك شينودا وبراد ديلسون، الذين أرادا ارتياد عناصر موسيقية من الألبوم «هايبرد ثيوري» والإنتاجات الأبكر للفرقة. علق شينودا قائلًا عن الألبوم أنه «تسجيل روك من أسلوب التسعينات». ودخل في التفاصيل قائلًا: «إنه تسجيل روك. إنه مرتفع النغمة وهو من الروك، لكنه ليس من الأفكار التي استمعت إليها من قبل، إنه ما هو أكثر شبهًا بالهاردكور-بنك-تراش الذي كان في التسعينات.» تضمن الألبوم مساهمات من الفنانَين راكيم وبيج هاميلتون من فرقة «هيلميت (Helmet)»، وتوم موريلو من فرقة «ريج أغينست ذا ماشين»، ودارون مالاكيان من فرقة «سيستم أوف أداون (System of a Down)». تم إصدار الألبوم «ذا هنتينغ بارتي» في الثالث عشر من يونيو 2014 في معظم البلدان، وأصدر بعد ذلك في الولايات المتحدة في السابع عشر من يونيو.
قدمت الفرقة عرضًا في «داونلود فيستفال» في الرابع عشر من يونيو 2014، في ذات المكان الذي أدَّوا فيه ألبومهم الأول «هايبرد ثيوري» كاملًا. كانت الفرقة الحاضر الرئيسي في مناسبة «روك آم رينغ آند روك إم بارك (Rock am Ring and Rock im Park)» عام 2014، بالاشتراك مع «ميتاليكا»، و«كينغز أوف ليون (Kings of Leon)»، و«آيرون مايدن (Iron Maiden)». كما كانوا الحاضر الرئيسي مرة أخرى مع «آيرون مايدن» في «غرين فيلد فيستفال (Greenfield Festival)» في شهر يوليو. وفي الثاني والعشرين من يونيو، كان للينكين بارك حضور رئيسي غير مخطط له في جولة «فانس واربد تور (Vans Warped Tour)»، حيث قدموا عرضًا مع أعضاء من الفِرق: «إسوز (Issues)»، و«ذا ديفيل ويرز برادا (The Devil Wears Prada)»، و«أداي تو ريميمبر (A Day To Remember)»، و«يالو كارد (Yellowcard)»، و«بريث كارولينا (Breath Carolina)»، و«فينش (Finch)»، و«ماشين غن كيلي (Machine Gun Kelly)». في يناير 2015، بدأت الفرقة جولة لتعزيز ألبومهم «ذا هنتينغ بارتي»، تتألف الجولة من سبع عشرة حفلة موسيقية تمر بأنحاء الولايات المتحدة وكندا. لكن تراجعت الفرقة عن أداء الجولة بعد ثلاث حفلات فقط عندما آذى تشستر بنينغتون كاحله. في التاسع من مايو، قدمت الفرقة عرضًا في النسخة الأولى من جولة «روك إن ريو يو أس إيه (Rock in Rio USA)»، مساندةً لفرقة «ميتاليكا».
في التاسع من نوفمبر 2014، وصفت قناة «إم تي في يوروب (MTV Europe)» فرقةَ لينكين بارك ب«أفضل فنان روك» في العام 2014 في حفلهم السنوي «جوائز إم تي في الموسيقية (MTV Europe Music Awards)». فازت الفرقة ببطولتَي «أفضل فرقة روك» و«أفضل استعراض مباشر» لعام 2014 في مناسبة «جوائز لاود واير الموسيقية (Loudwire's Music Awards)». وصنفت مجلة «ريفولفر (Revolver)» الألبوم «ذا هنتينغ بارتي» في مرتبة رابع أفضل ألبوم لعام 2014.

### ألبوم جديد (2016-)
قال مايك شينودا في مقابلة أجرِيَت حديثًا، أن الفرقة سوف تصدر ألبومًا جديدًا عام 2016.

## الأعمال الخيرية
شاركت الفرقة في حملة «ميوزيك فور ريليف»، ومن الأعمال التي نفذتها في الحملة تصميم قميصين من قِبَل مايك شينودا لمساعدة ضحايا زلزال وتسونامي توهوكو 2011. وأصدرت الحملة مجموعة أغاني بعنوان: «داونلود تو دونيت: تسونامي ريليف جابان (Download to Donate: Tsunami Relief Japan)»، حيث ستُمنَح العائدات إلى منظمة «أنقذوا الأطفال».
وبعد إعصار هايان عام 2013، قدَّمت الفرقة عرضًا في النادي الليلي «كلَب نوكيا (Club Nokia)» خلال حملة «ميوزيك فور ريليف: كونسيرت فور ذا فيليبينز (Music for Relief: Concert for The Philippines)» في لوس أنجليس في كاليفورنيا، وجمعت تبرعات للضحايا. تم بث العرض على قناة «إيه إكس إس تي في (AXS TV)» في الخامس عشر من فبراير 2013. وشاركت في العرض فرقة «ذا أوفسبرينغ (The Offspring)»، و«باد ريليجن (Bad Religion)»، و«هارت (Heart)»، و«ذا فيلهارمونيك (The Filharmonic)».

## أسلوب الموسيقى والمؤثرات
كِلا الألبومين «هايبرد ثيوري» و«ميتيورا» فيهما نغمة الميتال البديل، والنيو ميتال، والراب روك. مع تأثيرات وعناصر من الهيب-هوب، والروك البديل، والإلكترونيكا باستخدام البرمجة، وأصوات الإلكترونيك بدون غناء. وصف وليام رولمان من موقع أول ميوزيك الفرقة بأنها «قادم جديد إلى أسلوب موسيقي ممارس بكثرة للتو»، في حين وصفت مجلة «رولينغ ستون» أغنيتهم «بريكينغ ذا هابيت» بأنها «عمل فني محفوف بالمخاطر، وجميل».
في الألبوم «مينتس تو ميدنايت»، جربت الفرقة موسيقى من صنعها، وعملت مؤثرات من نطاق أوسع وأكثر تنوعًا من الأنماط الموسيقية، وقارنت صحيفة «لوس أنجلوس تايمز» ذلك بفترة من فترات عمل فرقة «يو تو». حيث أن فيه أغنيتين فقط من نوع الراب، أما غالبية الأغاني فيمكن اعتبار أنها من نوع الروك البديل. أما مجلة «إن إم إي (NME)» فقد انتقدت منهج الفرقة، واصفة إياه ب«نغمة فرقة تحاول صياغة أسلوب جديد ثم تفشل»، وأشارت إلى أغنية «هاندز هيلد هاي (Hands Held High)»، وهي أغنية تتحدث عن الهجمات الإرهابية والحرب، واصفة إياها بأنها «بعيدة عن أمتع ما ستسمعه طوال العام».
الغناء المشترك بين تشستر بنينغتون ومايك شينودا هو جزء رئيسي من موسيقى لينكين بارك، حيث أن بنينغتون هو المغني الرئيسي ومايك شينودا هو مغني الراب. في الألبوم الثالث للفرقة «مينتس تو ميدنايت»، كان شينودا المغني الرئيسي في الأغاني: «إن بيتوين (In Between)»، و«هاندز هيلد هاي»، والأغنية المعاكسة «نو رودز ليفت (No Roads Left)». وغنا بنينغتون وشينودا معًا في الألبوم الرابع «أثوزند سنز» في كثير من الأغاني، منها الأغاني المنفردة الأربعة: «ذا كاتاليست»، و«ويتينغ فور ذا إند»، و«بيرنينغ إن ذا سكايز»، و«آيريديسنت». في معظم أغاني الألبوم، استخدمت الفرقة بشكل ملحوظ قرع الطبول الإلكتروني، مع قرع الطبول الذي يكون في نهاية الأغنية. اعتُبر الألبوم نقطة انطلاق في مسيرة الفرقة الموسيقية، حيث أن فيه تشديدًا أكثر على موسيقى الإلكترونيكا. قارن جيمس مونتغمري من «إم تي في» بين الألبوم «أثاوزند سنز» وبين الألبوم «كيد إي (Kid A)» لفرقة «راديوهيد (Radiohead)»، في حين قارب جوردي كاسكو بينه وبين الألبوم «كيد إي» والألبوم التاريخي «ذا دارك سايد أوف ذا مون (The Dark Side of the Moon)» لفرقة «بينك فلويد (Pink Floyd)». وصّرح شينودا بأن الفرقة متأثرة بالمغني «تشك دي (Chuck D)» وفرقة «ببليك إنيمي (Public Enemy)». وفي تفاصيل ذلك، قال: «كانت ببليك إنيمي ثلاثية الأبعاد بتسجيلاتها لأنه على الرغم من أن أسلوبها بدا سياسيًا، هنالك أنماط أخرى كاملة كثيرة موجودة في ذلك الأسلوب. جعلني ذلك أفكر كيف أريد أن يكون تسجيلنا أن يكون بدون تقليدها، وأن يُظهر أين كنا في الأسلوب الإبداعي». إحدى النواحي السياسية في الألبوم هي المقتطفات المأخوذة من أقوال مشهورة لشخصيات سياسية.
أما الألبوم الخامس «ليفينغ ثينغز»، فقد كان كذلك ألبومًا يجمع بين نمطَي الإلكترونيك والهيفي (Electronic-Heavy)، لكنه احتوى على مؤثرات أخرى، متمثلة في صوت أشد بالمقارنة مع غيره. وتعود الفرقة إلى صوت أثقل مقارنة مع الألبومات الثلاثة السابقة، وذلك في ألبومهم «ذا هنتينغ بارتي»، الذي وُصف بأنه من نمطَي الميتال البديل والهارد روك.
ومن الفنانين الذين تأثرت بهم فرقة لينكين بارك: «ناين إنش نايلز»، و«ديفتونز (Deftones)»، و«ذا روتس (The Roots)»، و«أفيكس توين (Aphex Twin)».

## الإرث والتأثير

الشعار البديل للينكين بارك في الألبوم "مينتس تو ميدنايت"

باعت الفرقة أكثر من 68 مليون نسخة من تسجيلاتها. أول ألبوم ستوديو أنتجته "هايبرد ثيوري هو أحد أكثر الألبومات مبيعًا في الولايات المتحدة، كذلك هو أحد أكثر الألبومات مبيعًا في العالم (27 مليون نسخة). وقدرت مجلة بيلبورد أن الفرقة جمعت 5 ملايين دولار أمريكي بين مايو 2011 ومايو 2012، ما جعلها الفنان الموسيقي رقم 40 في مقدار تلقي المال.
في عام 2003، صنفت قناة "إم تي في 2 (MTV) "سادس أعظم فرقة في حقبة الفيديوهات الموسيقية، وثالث أفضل فرقة في الألفية". وصنفت "بيلبورد" فرقة لينكين بارك في المرتبة الـ19 في قائمة "أفضل فناني العقد (Best Artists of the Decade)". في حين صُوِّت للفرقة كـ"أعظم فنان لعقد 2000" في انتخابات "براكيت مادنيس ("(Bracket Madness على قناة "في إتش 1 (VH1)". في عام 2014، أعلنت مجلت "كيرانغ! (Kerrang!)" أن الفرقة هي "أكبر فرقة روك في العالم حاليًا".
أصبحت فرقة لينكين بارك أول فرقة روك يتجاوز عدد مشاهداتها في اليوتيوب المليار. الأغنيتان «نمب (Numb)» و«إن ذا إند (In the End)» حلَّتا في المرتبتين الثالثة والسادسة على التوالي ضمن «الأغاني غير المتأثرة بالوقت» لدى موقع «سبوتيفاي (Spotify)»، ما جعل لينكين بارك الفرقة الوحيدة التي لديها أغنيتان ضمن العشر الأوائل في القائمة.
أُدرج الألبوم «هايبرد ثيوري» في كتاب "1001 ألبوم يجب أن تستمع إليها قبل أن تموت (1001 Albums You Must Hear Before You Die)". إضافة إلى ذلك، أُدرجت الفرقة في قائمة «الأفضل في 2001 (Best of 2001)» لمجلة «ريكورد كوليكتر (Record Collector)»، وقائمة «أفضل 150 ألبوم في الجيل (The Top 150 Albums of the Generation)» لمجلة «روك ساوند (RockSound)»، وفي قائمة «أفضل 50 ألبوم لعقد 2000 (50 BEST ROCK ALBUMS OF THE 2000'S)» لمجلة «كيرانغ!».
وأُدرج الألبوم "ميتيورا" في المرتبة رقم 36 في قائمة "أفضل 200 ألبوم في العقد (Top 200 Albums of the Decade)" لمجلة "بيلبورد". باعت الفرقة منه أكثر من 20 مليون نسخة حول العالم. أما الأسطوانة "كوليجن كورس التي أصدرت بالتعاون مع "جي زي"، فهي ثاني أسطوانة في التاريخ تتصدر قائمة "بيلبورد 200" بعد الأسطوانة "جار أوف فلايز (Jar of Flies)" لفرقة "أليس إن تشاينز (Alice in Chains)" عام 1994، حيث تم بيع 300 ألف نسخة منها في أسبوعها الأول. أما الألبوم "مينتس تو ميدنايت" فقد كان أكثر ألبوم من حيث عدد المبيعات في الأسبوع الأول في الولايات المتحدة لعام 2007، حيث بِيعت منه 625 ألف نسخة. في كندا، بِيعت من الألبوم أكثر من 50 ألف نسخة في أسبوعه الأول وبدأ في المرتبة الأولى في القائمة الكندية للألبومات. أما على مستوى العالم، فقد نُشرت منه 3.3 مليون نسخة في الأسابيع الأربعة الأولى بعد إصداره.
وصف فنانو روك وفنانون يعزفون أنماطًا غير الروك فرقة لينكين بارك بأنها مؤثرة، منهم فرقة «مايس آند مين (Mice and Men)»، و«بيشوب نيرو (Bishop Nehru)»، و«ميسونو (Misono)»، و«إيفانيسينس (Evanescence)»، والطبال جوش ديفاين من فرقة «ون دايريكشن (One Direction)»، و«برينغ مي ذا هريزون (Bring Me the Horizon)»، و«ريد (Red)»، و«غيرل أون فاير (Girl on Fire)»، و«مانافيست (Manafest)»، و«سيلينتو (Silentó)»، وتوني دوغارد،  و«3 أوه! 3 (3oh!3)» و«هوليوود أنديد (Hollywood Undead)»، و«ذا بروم كينغز (The Prom Kings)»، و«كيفن رودولف (Kevin Rudolf)»، و«توكيو هوتيل (Tokio Hotel)» و«إميري (Emery)». وقال الأمير وليام دوق كامبريدج أن لينكين بارك كانت المفضلة لديه طوال الوقت، إضافة إلى فرقة «كولد بلاي (Coldplay)».

## أعضاء الفرقة

### الأعضاء الحاليون
- مايك شينودا – غناء، غيتار إيقاعي، آلة مفاتيح، سنثسيزر (1996 – الحاضر).
- براد ديلسون – غيتار رئيسي (1996 – الحاضر)، غيتار البيس (2000).
- ديف فاريل – غيتار البيس (1996 – 1998،2000 – الحاضر).
- جو هان – جهاز أسطوانات، برمجة موسيقية، (1996 – الحاضر).
- روب بوردون – درمز، آلة إيقاعية (1996 – الحاضر).[166]

### الأعضاء السابقون
- مارك ويكفيلد - مغني رئيسي (1996 – 1998).[28]
- كايل كريستنر - غيتار البيس (1998 – 2000)
- تشستر بنينغتون – مغني رئيسي (1999 - 2017؛ حتى وفاته)[167]

## وصلات خارجية
- لينكين بارك على موقع IMDb (الإنجليزية)
- لينكين بارك على موقع ميوزك برينز (الإنجليزية)
- لينكين بارك على موقع رولينغ ستون (الإنجليزية)
- لينكين بارك على موقع أول ميوزيك (الإنجليزية)
- لينكين بارك على موقع ديسكوغز (الإنجليزية)
- لينكين بارك على موقع ديسكوغز (الإنجليزية)
- لينكين بارك على موقع ANN person (الإنجليزية)
- الموقع الرسمي